# Rougeotia roseogrisea
Rougeotia roseogrisea är en fjärilsart som beskrevs av François Louis Nompar de Caumont de Laporte 1974. Rougeotia roseogrisea ingår i släktet Rougeotia och familjen nattflyn. Inga underarter finns listade.